# Lyssomanes pichilingue
Lyssomanes pichilingue là một loài nhện trong họ Salticidae.
Loài này thuộc chi Lyssomanes. Lyssomanes pichilingue được María Elena Galiano miêu tả năm 1984.